# Jo Aleh
Jo Qesem Ayela Aleh (Auckland, 15 de maio de 1986) é uma velejadora neozelandesa.

## Carreira

### Londres 2012
É medalhista olímpica nos jogos de Londres 2012, com a medalha de ouro na classe 470. Ela é campeã mundial em sua classe 470 e na 420.

### Rio 2016
Jo Aleh ao lado de sua parceira não conseguiram segurar as britânicas Hannah Mills e Saskia Clark, que voltaram mais fortes no ciclo olímpico na classe Laser 470, e ficaram com a medalha de prata.